# Ryszard Tatarczyk
Ryszard Tatarczyk, właściwie Ludwik Ruppert (ur. 11 maja 1923) – polski milicjant i żołnierz żydowskiego pochodzenia, kapitan Ludowego Wojska Polskiego, pracownik wywiadu wojskowego Oddziału II Sztabu Generalnego Ludowego Wojska Polskiego. 

## Życiorys
W 1945 został funkcjonariuszem Milicji Obywatelskiej w Krakowie. Od marca tego roku był kierownikiem referatu gospodarczego Komendy Miejskiej MO w tym mieście. Funkcję tę pełnił do maja 1947. Od września 1947 pracował w Oddziale II Sztabu Generalnego LWP, a od października 1947 był pomocnikiem kierownika Sekcji 3 (werbunkowej) Wydziału III (operacyjnego) Oddziału II SG LWP. Od 1948 pracował w Sekcji 5 (włoskiej) Wydziału II (operacyjnego), Oddziału II SG LWP.
Zwolniony ze służby w lutym 1951, wyemigrował do Izraela w styczniu 1957.